# Charlie Adam
Charles Graham "Charlie" Adam (Dundee, 1985. december 10. –) skót válogatott labdarúgó, jelenleg az angol Stoke City játékosa, posztja középső középpályás.
Pályafutását szülővárosában, a kisebbik helyi csapatban, a Dundee FC-ben kezdte, ahol 1999 és 2003 között szerepelt. Ezután szerződtette a nagynevű Rangers, innen több csapatba is kölcsönadták, először 2004-ben a Ross Countynak, majd 2005-ben a St Mirrennek ahol másodosztályú bajnok és Skót Challenge-kupa győztes lett. 2006-ban visszatért a Rangers csapatába, tagja volt a 2008-as UEFA-kupa-döntős csapatnak, bár a fináléban nem lépett pályára. 2009-ben újból kölcsönadták, ezúttal az angol másodosztályú Blackpoolnak, majd még ez évben szerződtették őt az angolok. A 2009–10-es szezonban a rájátszás döntőjében 3—2-re verték a Cardiff Cityt és feljutottak a Premier League-be, részben egy Adam góllal, ekkor már ő volt a csapat kapitánya.
A skót válogatottban 2007-ben debütált Ausztria ellen.

## Családi háttér
Adam édesapja, id. Charlie Adam szintén labdarúgó volt Skóciában a '80-as, '90-es években. Testvére, Grant Adam szintén labdarúgó, kapus poszton a Rangers ifiakadémia tagja volt.

## Pályafutása

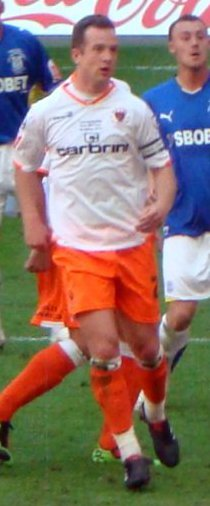
Charlie Adam a Blackpoolban a 2010-es rájátszás döntőjében

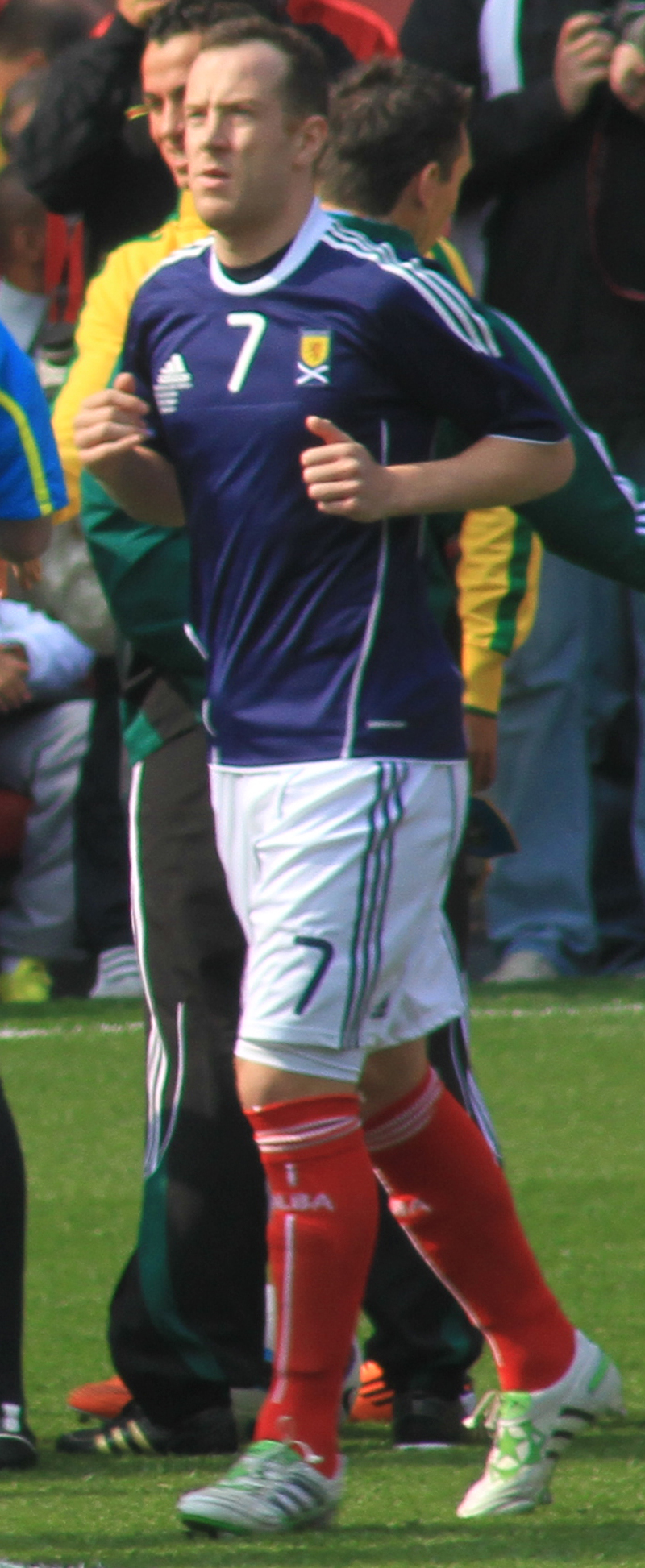
Adam a brazilok ellen 2011 márciusában

### Rangers

#### Kezdetek aRangersben
A Rangers 2003. január 23-án igazolta le. 2004. április 14-én debütált a Livingston elleni mérkőzésen, ezután csak  szórványosan játszott, egészen az új edző, Paul Le Guen érkezéséig.
A következő szezonban még egy mérkőzésen játszott a Rangersben, ezután kölcsönadták másodosztályú a Ross Countynak, itt tizenöt mérkőzésen lépett pályára és két gólt szerzett; egyiket a Raith Rovers, a másikat a St. Mirren ellen. Játszott a 2004-es Skót Challenge-kupa döntőjében is, ahol azonban a Falkirk nyert 2–1-re.

#### Kölcsönben aSt. Mirrenben
A következő 2005-06-os szezonban ismét csak egy mérkőzésen játszhatott a Rangersben, mert kölcsönadták második vonalban szereplő St. Mirren-nek. A csapattal bejutott a Paisley-ben megrendezett Skót Challenge-kupa döntőjébe, ahol 2–1 arányban diadalmaskodtak a Hamilton Academical fölött. A bajnokságban az első helyen végeztek így feljutottak a skót első osztályba. Ebben a szezonban harminchét mérkőzésen kilenc gólt szerzett.

#### Újra a Rangersben
A 2006—07-es szezon első mérkőzésén Adam kezdőként játszott a Motherwell ellen. Az UEFA-kupában az AS Livorno elleni 3–2-es siker alkalmával ő szerezte csapata első gólját. Ebben a szezonban összesen tizennégy gólt szerzett, többek között a Hapóél Tel-Aviv, a Makkabi Haifa hálójába is betalált, sőt a városi örökrangadón az Old Firmen is eredményes volt szabadrúgásból. 2007 április 16-án a szezon után a Rangers szurkolók megválasztották az év legjobb fiatal Rangers játékosának.
2007. június 28-án a Rangers bejelentette hogy öt évre meghosszabbította szerződését. Szeptember 19-én szerezte meg az első gólját a Bajnokok Ligájában a VfB Stuttgart ellen.

#### Kölcsönben aBlackpoolban
2009. február 2-án Adam kölcsönbe érkezett az Angol Championshipben szereplő Blackpoolhoz a szezon végéig. Öt nappal később, debütálása során kiállították a Doncaster Rovers elleni bajnokin, csapata 3–2-re kikapott hazai pályán a Bloomfield Roadon.
Február 25-én, miután letelt a három mérkőzéses eltiltása két gólt szerzett a tartalékcsapatban az Accrington Stanley elleni mérkőzésen, melyet 4–2-re megnyertek. Első gólját a nagy-csapatban a Norwich City elleni 2–0-s győzelem során szerezte március 7-én hazai közönség előtt. Két nappal később bekerült a hét csapatába. A második blackpooli gólját április 11-én a Nyugat Lancashire derby-n szerezte a Preston North End stadionjában a Deepdaleben, itt 1–0-ra győztek. Tony Parkes a csapat akkori edzője azt nyilatkozta, hogy tárgyalni fognak a Rangers-sel Adam végleges leszerződtetéséről. Ebben a szezonban huszonkét mérkőzésen két gólig jutott.

### Blackpool

#### 2009-10-es szezon
2009. augusztus 4-én két szezonra szóló szerződést kötött a Blackpoollal, a klub rekordösszegű 500 000 fontért igazolta le. A csapat edzője Ian Holloway így nyilatkozott az átigazolásról: "Boldog vagyok, hogy leigazoltuk Charlie-t, hatalmas szerepet játszott abban, hogy a csapat bennmaradt a másodosztályban és tudom, hogy mit tud tenni klubért".
Augusztus 8-án végigjátszott a Queens Park Rangers elleni 1–1-re végződő bajnokit a Loftus Roadon. Első gólját augusztus 26-án szerezte a Wigan Athletic ellen a ligakupában, a mérkőzést 4–1-re nyerték hazai pályán. 2010 januárjában a hónap játékosának választották.
Március 27-én Adam lejátszotta az 50. bajnoki meccsét a Blackpoolban a Plymouth Argyle ellen. Egy hónappal később Adamet beválasztották az év csapatába. Május 8-án Adam a rájátszás első mérkőzésén büntetőből volt eredményes a Nottingham Forest elleni 2–1-re megnyert mérkőzésen az elődöntőben. A döntőben a Cardiff City ellen játszottak, Adam is gólt szerzett szabadrúgásból a 3–2-es siker alkalmával a Wembley Stadionban. Ezzel feljutott a csapat a Premier Leaguebe. A szezonban negyvenkilenc meccsen húsz gólt szerzett.

#### 2010-11-es szezon
A Premier League negyedik és hetedik játéknapja után beválasztották a hét csapatába.
2011. január 22-én Ian Holloway a Blackpool menedzser megerősítette, hogy a klub visszautasította a Liverpool FC 4,5 millió font-os ajánlatát Adamért, Holloway az ajánlott pénzt sértőnek nevezte.
Február 2-án a West Ham ellen szögletrúgásból lőtt gólt. Március 19-én két gólt szerzett a Blackburn Rovers ellen, az elsőt büntetőből, míg a másodikat szabadrúgásból.
A szezon végeztével a Blackpool kiesett, de Adamet jelölték az év angol labdarúgója díjra, ezt végül Gareth Bale nyerte.
A szezon során harminchat mérkőzésen tizenhárom gólt szerzett.

### Liverpool
2011. július 6-án bejelentették, hogy a Liverpool megállapodott az átigazolási díjról a Blackpoollal. A szezon során főleg a sérült csapatkapitányt, Steven Gerrardot helyettesítette, 35 meccsen 2 gólt szerzett.

### Stoke City
2012. augusztus 31-én — mindössze egy szezon után a Vörösöknél — Adam a szintén első osztályú Stoke Cityhez szerződött 4 évre.

## Pályafutása a válogatottban
Adamet először Alex McLeish hívta be a skót nemzeti együttesbe 2007. május 11-én az Ausztria elleni barátságos mérkőzésre, valamint a Feröer-szigetek elleni Eb-selejtezőre. Május 30-án debütálhatott a Gerhard Hanappi Stadionban Bécsben csereként beállva a 67. percben, a mérkőzést 1–0-ra nyerték a skótok. A Feröer-szigetek ellen a 77. percben cseréltek be, a mérkőzést 2–0-ra nyerték a Svangaskarð Stadionban Toftir községben.
Legközelebb 2009. október 10-én játszott újra a válogatottban, ekkor George Burley volt a menedzser, akkor egy barátságos mérkőzésen Japán ellen játszottak Jokohamában, Japánban, skócia 2-0-ra elvesztette a mérkőzést. 1971 óta ő volt az első Blackpool játékos aki pályára léphetett a skót válogatottban, addig Tony Green volt az utolsó.
A válogatottban eddig tizenegy mérkőzésen lépett pályára, gólt még nem szerzett.

## Statisztika

### Klubcsapatbeli statisztikái
Frissítve: 2011. május 22-én.
| Teljesítmény klubjában | Teljesítmény klubjában   | Teljesítmény klubjában | Bajnokság | Bajnokság | Kupa               | Kupa               | Ligakupa                | Ligakupa                | Nemzetközi | Nemzetközi | Összesen | Összesen |
| Szezon                 | Klub                     | Bajnokság              | Mérk.     | Gól       | Mérk.              | Gól                | Mérk.                   | Gól                     | Mérk.      | Gól        | Mérk.    | Gól      |
| Skócia                 | Skócia                   | Skócia                 | Bajnokság | Bajnokság | Skót labdarúgókupa | Skót labdarúgókupa | Skót labdarúgó-ligakupa | Skót labdarúgó-ligakupa | Európa     | Európa     | Összesen | Összesen |
| ---------------------- | ------------------------ | ---------------------- | --------- | --------- | ------------------ | ------------------ | ----------------------- | ----------------------- | ---------- | ---------- | -------- | -------- |
| 2003–04                | Rangers                  | Skót első osztály      | 2         | 0         | -                  | -                  | -                       | -                       | -          | -          | 2        | 0        |
| 2004–05                | Rangers                  | Skót első osztály      | 1         | 0         | -                  | -                  | -                       | -                       | -          | -          | 1        | 0        |
| 2004–05                | Ross County (kölcsönben) | Skót másodosztály      | 11        | 2         | -                  | -                  | -                       | -                       | -          | -          | 15       | 2        |
| 2005–06                | Rangers                  | Skót első osztály      | 1         | 0         | -                  | -                  | -                       | -                       | -          | -          | 1        | 0        |
| 2005–06                | St Mirren (kölcsönben)   | Skót másodosztály      | 29        | 5         | 4                  | 3                  | 1                       | 0                       | -          | -          | 37       | 9        |
| 2006–07                | Rangers                  | Skót első osztály      | 32        | 11        | 1                  | 0                  | 2                       | 0                       | 7          | 3          | 42       | 14       |
| 2007–08                | Rangers                  | Skót első osztály      | 16        | 2         | 3                  | 0                  | 2                       | 0                       | 11         | 2          | 32       | 4        |
| 2008–09                | Rangers                  | Skót első osztály      | 9         | 0         | -                  | -                  | -                       | -                       | -          | -          | 9        | 0        |
| Anglia                 | Anglia                   | Anglia                 | Bajnokság | Bajnokság | FA-kupa            | FA-kupa            | League Cup              | League Cup              | Európa     | Európa     | Összesen | Összesen |
| 2008–09                | Blackpool (kölcsönben)   | Angol másodosztály     | 13        | 2         | -                  | -                  | -                       | -                       | -          | -          | 13       | 2        |
| 2009–10                | Blackpool                | Angol másodosztály     | 43        | 16        | 1                  | 0                  | 2                       | 1                       | -          | -          | 49       | 19       |
| 2010–11                | Blackpool                | Premier League         | 35        | 12        | -                  | -                  | 1                       | 1                       | -          | -          | 36       | 13       |
| Összesen               | Skócia                   | Skócia                 | 101       | 20        | 8                  | 3                  | 5                       | 0                       | 18         | 5          | 139      | 29       |
| Összesen               | Anglia                   | Anglia                 | 91        | 30        | 1                  | 0                  | 3                       | 2                       | 0          | 0          | 98       | 34       |
| Karrierje összesen     | Karrierje összesen       | Karrierje összesen     | 192       | 50        | 9                  | 3                  | 8                       | 2                       | 18         | 5          | 237      | 63       |

## Eredményei

### Csapatbeli eredményei
St. Mirren
- Skót másodosztály (1): 2005–06
- Skót Challenge-kupa (1): 2005

 Blackpool
- Angol másodosztály play off győztes (1): 2009–10

### Egyéni eredményei
- Championship Az év csapata (1): 2009–10
- Championship A hónap játékosa (1): 2010 január